# Ireland West Airport Knock
Ireland West Airport Knock  is een kleine internationale luchthaven op ongeveer 15 km ten noordoosten van Knock en 6 km ten zuidwesten van Charlestown in het Ierse graafschap County Mayo.
De luchthaven opende in mei 1986 en kwam er na een jarenlange campagne van priester James Horan. De voornaamste motivatie voor de bouw van het vliegveld was om pelgrims naar het naburige bedevaartsoord Onze Lieve Vrouw van Knock te brengen. Het moest ook de tanende economie in het noordwesten van de Ierse republiek aanzwengelen. Het vliegveld heette aanvankelijk Horan International Airport. Later werd het aangeduid als Knock International Airport of Connaught Regional Airport. Sedert 2005 is de officiële naam Ireland West Airport Knock.
In 2012 verwerkte de luchthaven 685.779 passagiers. Ze is de vierde belangrijkste in Ierland, na die van Dublin, Shannon en Cork.
Het vliegveld wordt vooral gebruikt door Ryanair. Andere luchtvaartmaatschappijen met geregelde vluchten zijn Aer Lingus, Flybe.com en Lufthansa dat eenmaal per week op Düsseldorf vliegt. Er wordt vooral gevlogen naar bestemmingen in Groot-Brittannië en vakantieoorden rond de Middellandse Zee. Tevens zijn er chartervluchten die pelgrims naar Knock brengen.